# Jean Bayard
Jean Bayard   (Tolosa, 23 d'octubre de 1897 - Tolosa, 11 de març de 1995) va ser un jugador de rugbi a 15 francès que va competir durant les dècades de 1910 i 1920.
El 1924 va ser seleccionat per jugar amb la selecció de França de rugbi a 15 que va prendre part en els Jocs Olímpics de París, on guanyà la medalla de plata.
Pel que fa a clubs, jugà al Stade Toulousain entre 1913 i 1925. Va guanyar dues edicions del Campionat de França de rugbi, el 1923 i 1924.